# Kefenrod
Kefenrod ist eine Gemeinde im hessischen Wetteraukreis.

## Geographie
Kefenrod liegt im Wetteraukreis am Rande des Vogelsberges.

### Nachbargemeinden und -kreise
Kefenrod grenzt im Norden an die Stadt Gedern, im Osten an die Gemeinde Birstein (Main-Kinzig-Kreis), im Südosten an die Gemeinde Brachttal (Main-Kinzig-Kreis), im Süden an die Stadt Wächtersbach (Main-Kinzig-Kreis), im Südwesten an die Stadt Büdingen sowie im Westen an die Stadt Ortenberg.

### Gemeindegliederung
Die Gemeinde Kefenrod besteht aus den Ortsteilen Bindsachsen, Burgbracht, Helfersdorf, Hitzkirchen und Kefenrod.

## Geschichte

### Ortsgeschichte
Am 25. März 1379 wird Kefenrod erstmals als Keberode urkundlich erwähnt. Weitere historische Namensformen waren Kemfenrod, von (1380), und Kefenrode (1398). Hügelgräber und Fundstücke belegen jedoch, dass es bereits zwischen 500 und 1300 n. Chr. eine Besiedlung der Gemarkung gegeben hat.
1398 verlieh König Wenzel dem Grafen Johann I. von Isenburg in Büdingen das Gericht Wolferborn zu einem Burglehen. Dieses hatte er mit Friedrich von Lißberg in Ganerbschaft inne. Zu dem Burglehen mit allem Zubehör gehörten die Dörfer Hitzkirchen, Kefenrod, Bindsachsen und Rinderbügen.
Im Jahr 2008 fand die 100-Jahr-Feier des Turnvereins Kefenrod statt.
Hessische Gebietsreform (1970–1977)
Im Zuge der Gebietsreform in Hessen fusionierten zum 31. Dezember 1971 die bis dahin selbständigen Gemeinden Kefenrod, Bindsachsen, Burgbracht und Hitzkirchen zur erweiterten Gemeinde Kefenrod. Zum 1. August 1972 kam kraft Landesgesetz die Gemeinde Helfersdorf hinzu. Für alle eingegliederten Gemeinden und Kefenrod wurden Ortsbezirke errichtet.

### Verwaltungsgeschichte im Überblick
Die folgende Liste zeigt die Staaten und Verwaltungseinheiten, denen Kefenrod angehört(e):
- vor 1806: Heiliges Römisches Reich, Fürstentum Isenburg-Birstein, Amt Wenings, Gericht Wolferborn
- ab 1806: Fürstentum Isenburg (Rheinbund),[Anm. 2] Amt Wenings
- ab 1813: Generalgouvernement Frankfurt,[Anm. 3] Amt Wenings
- ab 1816: Großherzogtum Hessen (Souveränitätslande),[Anm. 4] Provinz Oberhessen, Amt Wenings[11] (zur Standesherrschaft Isenburg gehörig)
- ab 1822: Großherzogtum Hessen, Provinz Oberhessen, Landratsbezirk Büdingen[12][Anm. 5]
- ab 1848: Großherzogtum Hessen, Regierungsbezirk Nidda
- ab 1852: Großherzogtum Hessen, Provinz Oberhessen, Kreis Büdingen
- ab 1867: Norddeutscher Bund,[Anm. 6]  Großherzogtum Hessen, Provinz Oberhessen, Kreis Büdingen
- ab 1871: Deutsches Reich, Großherzogtum Hessen, Provinz Oberhessen, Kreis Büdingen
- ab 1918: Deutsches Reich,[Anm. 7] Volksstaat Hessen, Provinz Oberhessen, Kreis Büdingen
- ab 1938: Deutsches Reich, Volksstaat Hessen, Landkreis Büdingen[13][Anm. 8]
- ab 1945: Amerikanische Besatzungszone, Groß-Hessen,[Anm. 9] Regierungsbezirk Darmstadt, Landkreis Büdingen
- ab 1946: Amerikanische Besatzungszone, Land Hessen, Regierungsbezirk Darmstadt, Landkreis Büdingen
- ab 1949: Bundesrepublik Deutschland, Land Hessen, Regierungsbezirk Darmstadt, Landkreis Büdingen
- ab 1972: Bundesrepublik Deutschland, Land Hessen, Regierungsbezirk Darmstadt, Wetteraukreis

## Bevölkerung

### Einwohnerstruktur 2011
Nach den Erhebungen des Zensus 2011 lebten am Stichtag, dem 9. Mai 2011, in Kefenrod 2787 Einwohner. Darunter waren 56 (2,0 %) Ausländer, von denen 23 aus dem EU-Ausland, 14 aus anderen europäischen Ländern und 14 aus anderen Staaten kamen. (Bis zum Jahr 2020 erhöhte sich die Ausländerquote auf 6,0 %.) Nach dem Lebensalter waren 541 Einwohner unter 18 Jahren, 1117 waren zwischen 18 und 49, 625 zwischen 50 und 64 und 508 Einwohner waren älter. Die Einwohner lebten in 1103 Haushalten. Davon waren 267 Singlehaushalte, 306 Paare ohne Kinder und 402 Paare mit Kindern, sowie 112 Alleinerziehende und 13 Wohngemeinschaften. In 184 Haushalten lebten ausschließlich Senioren und in 743 Haushaltungen leben keine Senioren.

### Einwohnerentwicklung
| Altenstadt: Einwohnerzahlen von 1834 bis 2020 | Altenstadt: Einwohnerzahlen von 1834 bis 2020 | Altenstadt: Einwohnerzahlen von 1834 bis 2020 | Altenstadt: Einwohnerzahlen von 1834 bis 2020 | Altenstadt: Einwohnerzahlen von 1834 bis 2020 |
| --- | --------------------------------------------- | --------------------------------------------- | --------------------------------------------- | --------------------------------------------- |
| Jahr |                                               |                                               |                                               | Einwohner                                     |
| 1834 | 1834                                          |                                               | 495                                           | 495                                           |
| 1840 | 1840                                          |                                               | 546                                           | 546                                           |
| 1846 | 1846                                          |                                               | 563                                           | 563                                           |
| 1852 | 1852                                          |                                               | 513                                           | 513                                           |
| 1858 | 1858                                          |                                               | 503                                           | 503                                           |
| 1864 | 1864                                          |                                               | 489                                           | 489                                           |
| 1871 | 1871                                          |                                               | 523                                           | 523                                           |
| 1875 | 1875                                          |                                               | 542                                           | 542                                           |
| 1885 | 1885                                          |                                               | 571                                           | 571                                           |
| 1895 | 1895                                          |                                               | 594                                           | 594                                           |
| 1905 | 1905                                          |                                               | 602                                           | 602                                           |
| 1910 | 1910                                          |                                               | 632                                           | 632                                           |
| 1925 | 1925                                          |                                               | 656                                           | 656                                           |
| 1939 | 1939                                          |                                               | 638                                           | 638                                           |
| 1946 | 1946                                          |                                               | 843                                           | 843                                           |
| 1950 | 1950                                          |                                               | 835                                           | 835                                           |
| 1956 | 1956                                          |                                               | 760                                           | 760                                           |
| 1961 | 1961                                          |                                               | 740                                           | 740                                           |
| 1967 | 1967                                          |                                               | 743                                           | 743                                           |
| 1970 | 1970                                          |                                               | 732                                           | 732                                           |
| 1975 | 1975                                          |                                               | ?                                             | ?                                             |
| 1980 | 1980                                          |                                               | ?                                             | ?                                             |
| 1985 | 1985                                          |                                               | ?                                             | ?                                             |
| 1990 | 1990                                          |                                               | ?                                             | ?                                             |
| 1995 | 1995                                          |                                               | ?                                             | ?                                             |
| 2000 | 2000                                          |                                               | ?                                             | ?                                             |
| 2005 | 2005                                          |                                               | ?                                             | ?                                             |
| 2010 | 2010                                          |                                               | 2.835                                         | 2.835                                         |
| 2011 | 2011                                          |                                               | 2.787                                         | 2.787                                         |
| 2015 | 2015                                          |                                               | 2.726                                         | 2.726                                         |
| 2020 | 2020                                          |                                               | 2.695                                         | 2.695                                         |
| Datenquelle: Historisches Gemeindeverzeichnis für Hessen: Die Bevölkerung der Gemeinden 1834 bis 1967. Wiesbaden: Hessisches Statistisches Landesamt, 1968. Weitere Quellen: LAGIS; Statistische Berichte; Zensus 2011 Nach 1970 einschließlich der im Zuge der Gebietsreform in Hessen eingegliederten Orte. |                                               |                                               |                                               |                                               |

### Historische Religionszugehörigkeit
| • 1961: | 648 evangelische (= 87,57 %), 79 katholische (= 10,68 %) Einwohner                            |
| • 1987: | 2049 evangelische (= 85,88 %), 229 katholische (= 9,60 %), 108 sonstige (= 4,52 %) Einwohner  |
| • 2011: | 1964 evangelische (= 70,47 %), 270 katholische (= 9,69 %), 553 sonstige (= 19,84 %) Einwohner |

## Politik

### Gemeindevertretung
Die Kommunalwahl am 14. März 2021 lieferte folgendes Ergebnis, in Vergleich gesetzt zu früheren Kommunalwahlen:
| Sitzverteilung in der Gemeindevertretung 2021Insgesamt 15 Sitze - SPD: 6 - FWG: 4 - CDU: 5 | Parteien und Wählergemeinschaften | Parteien und Wählergemeinschaften           | 2021  | 2021  | 2016  | 2016  | 2011  | 2011  | 2006  | 2006  | 2001  | 2001  |
| Sitzverteilung in der Gemeindevertretung 2021Insgesamt 15 Sitze - SPD: 6 - FWG: 4 - CDU: 5 | Parteien und Wählergemeinschaften | Parteien und Wählergemeinschaften           | %     | Sitze | %     | Sitze | %     | Sitze | %     | Sitze | %     | Sitze |
| Sitzverteilung in der Gemeindevertretung 2021Insgesamt 15 Sitze - SPD: 6 - FWG: 4 - CDU: 5 | SPD                               | Sozialdemokratische Partei Deutschlands     | 41,1  | 6     | 38,2  | 6     | 39,1  | 6     | 50,3  | 12    | 49,6  | 11    |
| Sitzverteilung in der Gemeindevertretung 2021Insgesamt 15 Sitze - SPD: 6 - FWG: 4 - CDU: 5 | CDU                               | Christlich Demokratische Union Deutschlands | 35,9  | 5     | 39,8  | 6     | 42,5  | 6     | 37,8  | 9     | 37,3  | 9     |
| Sitzverteilung in der Gemeindevertretung 2021Insgesamt 15 Sitze - SPD: 6 - FWG: 4 - CDU: 5 | FWG                               | Freie Wählergemeinschaft                    | 23,0  | 4     | 22,0  | 3     | 18,4  | 3     | 10,2  | 2     | 13,1  | 3     |
| Sitzverteilung in der Gemeindevertretung 2021Insgesamt 15 Sitze - SPD: 6 - FWG: 4 - CDU: 5 | NPD                               | Nationaldemokratische Partei Deutschlands   | —     | —     | —     | —     | —     | —     | 1,7   | 0     | —     | —     |
| Sitzverteilung in der Gemeindevertretung 2021Insgesamt 15 Sitze - SPD: 6 - FWG: 4 - CDU: 5 | Gesamt                            | Gesamt                                      | 100,0 | 15    | 100,0 | 15    | 100,0 | 15    | 100,0 | 23    | 100,0 | 23    |
| Sitzverteilung in der Gemeindevertretung 2021Insgesamt 15 Sitze - SPD: 6 - FWG: 4 - CDU: 5 | Wahlbeteiligung in %              | Wahlbeteiligung in %                        | 55,6  | 55,6  | 52,9  | 52,9  | 54,7  | 54,7  | 48,7  | 48,7  | 54,6  | 54,6  |

### Bürgermeister
Nach der hessischen Kommunalverfassung wird der Bürgermeister für eine sechsjährige Amtszeit gewählt, seit dem Jahr 1993 in einer Direktwahl, und ist Vorsitzender des Gemeindevorstands, dem in der Gemeinde Kefenrod neben dem Bürgermeister ehrenamtlich ein Erster Beigeordneter und vier weitere Beigeordnete angehören. Bürgermeister ist seit dem 1. April 2025 der parteiunabhängige Markus Gerlach. Seine Amtsvorgängerin Kirsten Frömel war am 30. September 2024 nach einem Bürgerentscheid über ihre Abwahl aus der ersten Amtszeit vorzeitig ausgeschieden. Der Erste Beigeordnete Manfred Deckenbach leitete danach die Gemeindeverwaltung kommissarisch und die Wahl eines neuen Bürgermeisters musste vorgezogen werden. Markus Gerlach erhielt am 26. Januar 2025 im ersten Wahlgang bei 62,9 Prozent Wahlbeteiligung 57,5 Prozent der Stimmen.
Amtszeiten der Bürgermeister
- 2025–2031 Markus Gerlach[23]
- 2020–2024 Kirsten Frömel[24]
- 2014–2019 Rudolf Kessler (CDU)[28]
- 1990–2013 Bernd Kling (SPD)
- 1964–1989 Otto Mordier

| Jahr           | Wahlbeteili- gung in % | Kandidaten      | Partei | Stimmen in % |
| -------------- | ---------------------- | --------------- | ------ | ------------ |
| 2025           | 62,9                   | Markus Gerlach  |        | 57,5         |
| 2025           | 62,9                   | Julia Schreiter |        | 42,5         |
| 2024 Abwahl    | 52,2                   | Kirsten Frömel  |        | 84,8         |
| 2019 Stichwahl | 62,7                   | Kirsten Frömel  |        | 64,0         |
| 2019 Stichwahl | 62,7                   | Marco Schreiner | CDU    | 36,0         |
| 2013           | 78,7                   | Rudolf Kessler  | CDU    | 55,2         |
| 2013           | 78,7                   | Julia Pilz      | SPD    | 44,8         |
| 2007           | 51,2                   | Bernd Kling     | SPD    | 92,7         |
| 2001           | 57,0                   | Bernd Kling     | SPD    | 85,2         |
| 2001           | 57,0                   | Horst Liebner   |        | 14,8         |
| 1995           | 75,2                   | Bernd Kling     | SPD    | 80,0         |
| 1995           | 75,2                   | Norbert Faust   |        | 20,0         |

### Ortsbeiräte
Für alle Ortsteile und die Kerngemeinde besteht je ein Ortsbezirk mit Ortsbeirat und Ortsvorsteher nach Maßgabe der §§ 81 und 82 HGO und des Kommunalwahlgesetzes in der jeweils gültigen Fassung.
Die Ortsbezirke sind durch die Gebiete der Ortsteile abgegrenzt und bestehen aus fünf bis sieben Mitgliedern.
Die Wahl des Ortsbeirats erfolgt im Rahmen der Kommunalwahlen. Der Ortsbeirat wählt eines seiner Mitglieder zum Ortsvorsteher bzw. zur Ortsvorsteherin. Zur Zusammensetzung siehe die jeweiligen Ortsteile.

### Ortsbeirat Ortsteil Kefenrod
Der Ortsbeirat besteht aus neuen Mitgliedern. Bei den Kommunalwahlen in Hessen 2021 betrug die Wahlbeteiligung zum Ortsbeirat 54,57 %. Alle Kandidaten gehörten der „Bürgerliste Kefenrod“ an. Der Ortsbeirat wählte Wilhelm Breetz zum Ortsvorsteher.

### Wappen und Flagge
Wappen

Blasonierung: Im von einem goldenen Schrägrechts-Wellenbalken geteilten Schild oben in Schwarz zwei gekreuzte silberne Schwerter, unten in Grün zwei gekreuzte silberne Hacken.
Das Wappen wurde der Gemeinde im damaligen Landkreis Büdingen am 10. Mai 1968 vom Hessischen Innenminister genehmigt, gestaltet wurde es von dem Bad Nauheimer Heraldiker Heinz Ritt.
 Flagge 
Die Flagge wurde gemeinsam mit dem Wappen genehmigt und wird wie folgt beschrieben:
„Auf breiter gelber Mittelbahn – beseitet von schmalen grünen Seitenstreifen – im oberen Teil aufgelegt das Gemeindewappen.“

## Religion

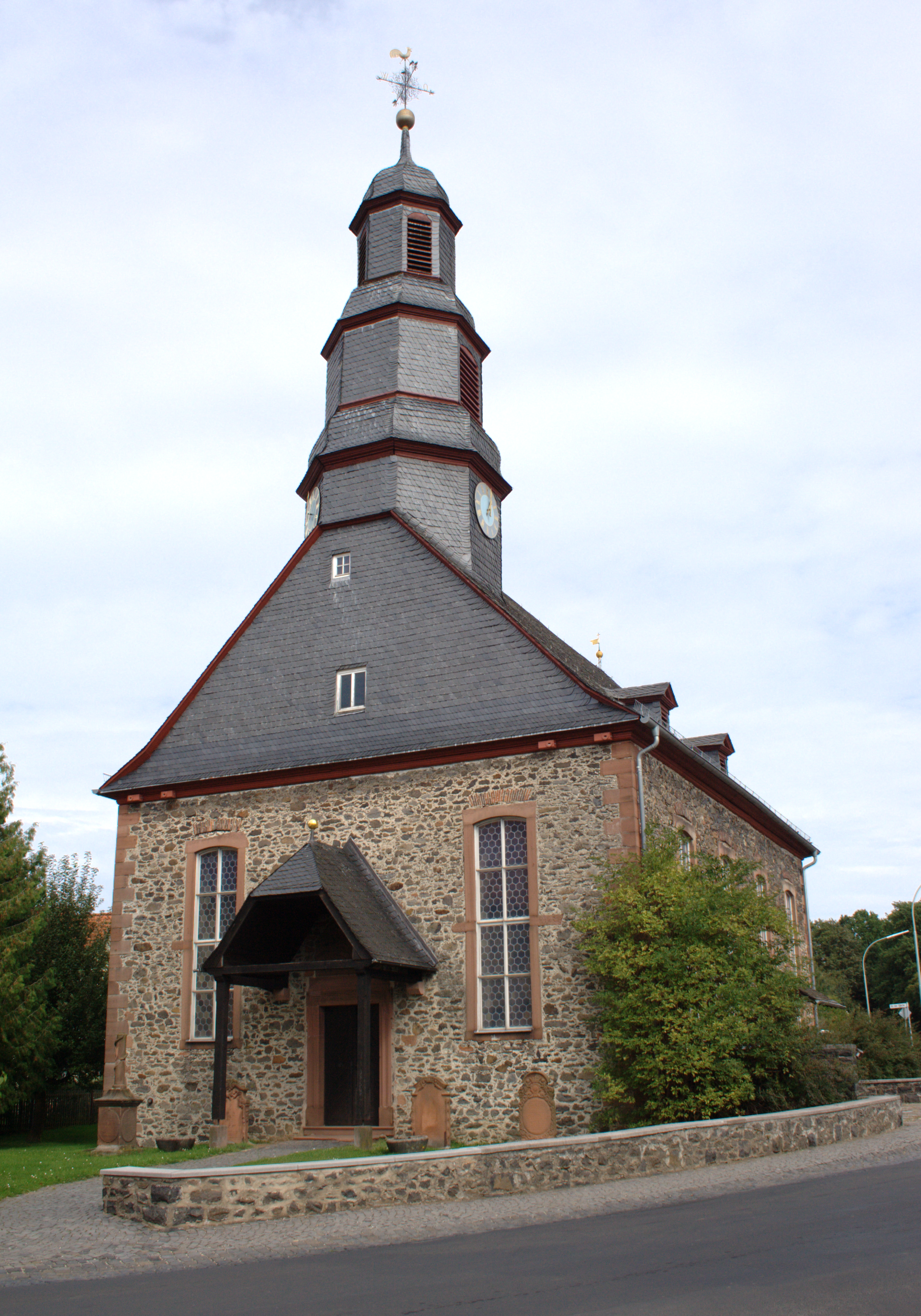
Die Ev. Kirche von 1740

In Kefenrod steht die Ev. Kirche in der Hitzkirchener Str. 20. Das Pfarramt befindet sich in Kefenrod/Hitzkirchen, Kirchberg 3.

## Wirtschaft
In Kefenrod hat die Firma HTS TENTIQ GmbH ihren Hauptsitz.

### Regelmäßige Veranstaltungen
Kefenrod veranstaltet alljährliche Veranstaltungen wie den italienischen Abend oder das Backhausfest.

## Persönlichkeiten
- Friedrich Dettweiler (* 28. August 1864 in Bindsachsen; † 9. Mai 1939 auf Schloss Reichenberg (Odenwald)), Tierzüchter
- Alfred Druschel (* 4. Februar 1917 in Bindsachsen; † 1. Januar 1945 bei Aachen), Oberst der Luftwaffe